# Гоплон

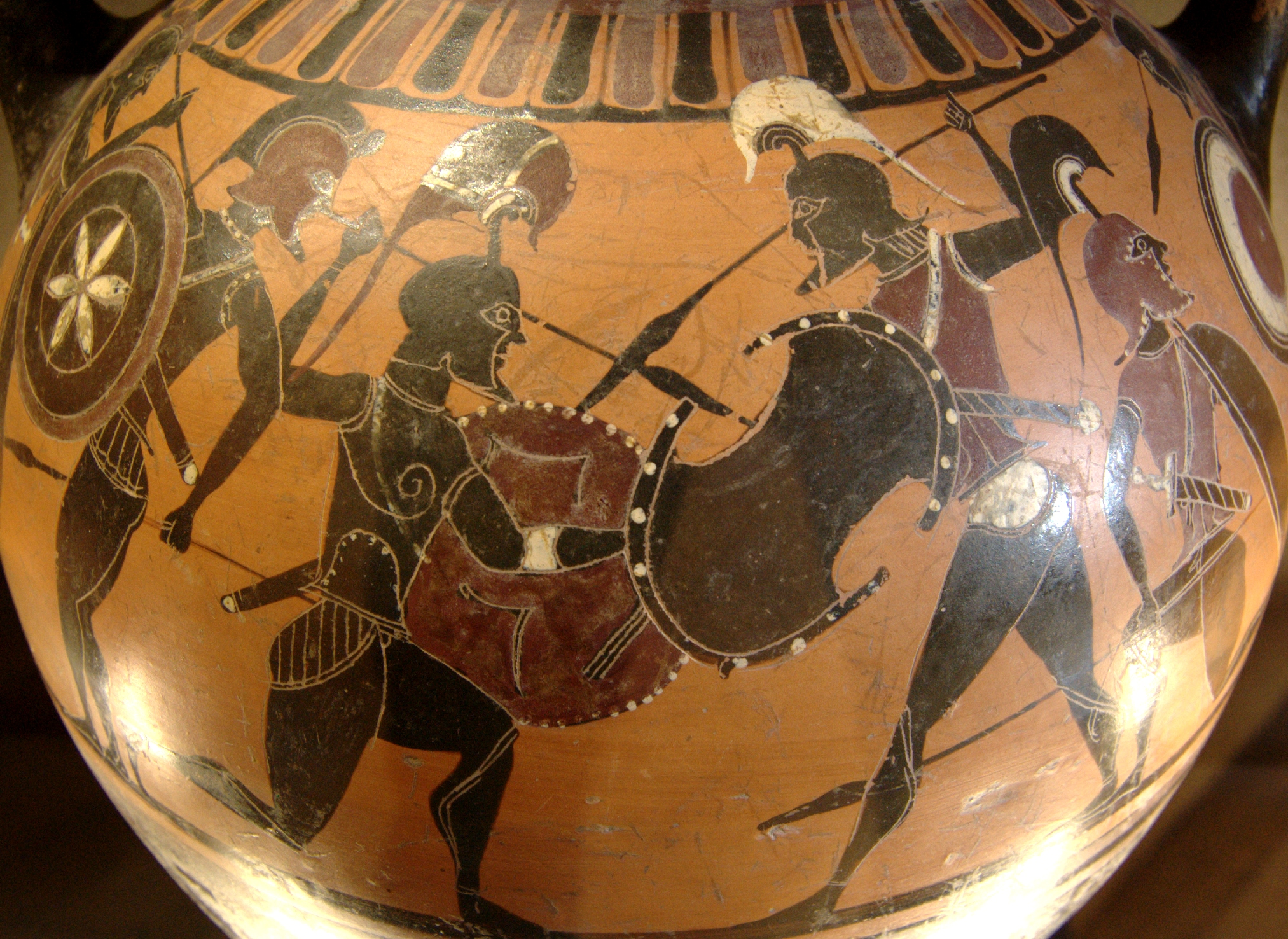
Греческая керамика.

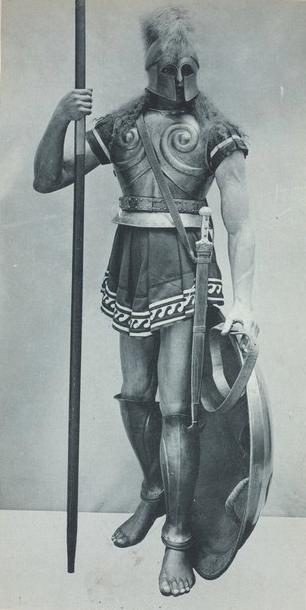
Спартанский гоплит.

Гопло́н (др.-греч. ὅπλον «оружие»), или аргивский щит — круглый выпуклый щит (в другом источнике указан как большой овальный щит (ἀσπίς)), в боковой вырезке которого покоилось копьё, был сделан из нескольких слоев бычьей кожи, покрытых снаружи металлической пластинкой, являвшийся основной защитой греческих воинов, получивших своё название гоплиты от названия этого щита. 
Исторически верное название щита, как в античной, так и в сегодняшней Греции — аспи́с (др.-греч. ἀσπίς) или аспи́да (греч. ασπίδα). Название гоплон получило распространение в ряде стран, и ошибочно используется во многих языках, греки же различали гоплон и аспис.

## Описание
Диаметр гоплона варьировался от 80 сантиметров до одного метра; щит прикрывал воина от подбородка до колен. Этот тип щита появился, предположительно, в VIII веке до нашей эры, о чём свидетельствуют изображения на керамике того времени.
Основа гоплона изготавливалась из твёрдых пород дерева и представляла собой соединённые планки толщиной около 0,5 см. Наиболее распространённый вариант изготовления: деревянная основа с внутренней стороны обтягивалась кожей, а с внешней — покрывалась бронзой или железом, в другом источнике указано что   большой овальный щит, в боковой вырезке которого покоилось копьё, был сделан из нескольких слоев бычьей кожи, покрытых снаружи металлической пластинкой. Иногда внешняя сторона тоже обтягивалась кожей (бычьей), а из металла делалась лишь кромка. На внутренней стороне, в центре располагалась широкая бронзовая рукоять — порпакс, куда рука просовывалась до локтя. Кистью руки воин сжимал вторую рукоять, расположенную у края щита — антилабе. Она изготавливалась из шнура или кожаного ремешка, пропущенного через две бронзовые петли. Часто по периметру щита располагались кольца, через которые пропускался шнур, образующий антилабе. На этом шнуре щит можно было перебросить через плечо, например, на марше. Гоплон был достаточно выпуклым для того, чтобы верхняя кромка опиралась на плечо воина, за счёт чего щит было легче держать.
Иногда к нижней части гоплона прикреплялась «занавеска», изготовлявшаяся из кожи, войлока или ткани. Эта привесь стоила дешевле поножей (хотя почти всегда использовалась вместе с ними) и предназначалась для защиты ног гоплита от стрел и дротиков. Появление этой «занавески» иногда связывают с нашествием персов в начале V века до н. э. и с возрастанием роли лёгкой пехоты, вооружённой метательным оружием.
Гоплон весил около 10 кг (в разных источниках это значение варьируется от 6 до 15 кг). Из-за его тяжести, воин, спасавшийся бегством, в первую очередь избавлялся от щита, поэтому потеря щита считалась позором и сурово каралась (вплоть до смертной казни). Но это не относилось к потере шлема или кирасы, ибо они служат для личной защиты, а от щита зависит благополучие всего отряда: благодаря тому, что порпакс находился в центре, левая половина щита прикрывала уже не самого воина, а его соседа по фаланге. Помимо всего прочего, на щитах уносили с поля боя павших воинов. С этим связывают происхождение знаменитой фразы, приписываемой некой спартанке, которая, провожая сына на войну, подала ему щит со словами: «С ним или на нём».